# Whale
A Whale (bálna) egy Svédországból származó, 1993-tól 1999-ig tevékenykedett alternatív rock együttes volt. Jelen voltak továbbá a grunge, experimental rock, elektronikus zene és trip hop műfajokban is. Lemezkiadóik: Hut Records, Virgin Records.

## Története
1993-ban alakultak meg Stockholmban. Gordon Cyrus és Henrik Schyffert alapították. Felfogadták maguk mellé Cia Berg énekesnőt, és így megalakult a "Bálna". Híresek lettek különleges videoklipjeikről. A "Hobo Humpin' Slobo Babe" című számuk klipje meg is nyerte az 1994-es MTV Video Music Awards-ot, illetve többször is játszották a klipet a csatornán. Első nagylemezüket 1995-ben adták ki, amelyet 1998-ban követett a második. 1999-ben feloszlottak, utolsó daluk a "Deliver the Juice" volt, amely azonban nem ért el nagy sikert. Schyffert azóta televíziós és humor karrierbe kezdett, Cyrus pedig audiovizuális marketing és design tevékenységeket folytat.
A zenekar weboldalán szerepelt egy olyan információ, hogy az együttes "Southern Whale Cult" néven működött volna, de a tagok később kijelentették, hogy az egész dolog csak poénnak számított.

## Tagok
- Cia Berg – éneklés
- Henrik Schyffert – gitár
- Gordon Cyrus – basszusgitár
- Heikki Kiviaho – basszusgitár
- Jörgen Wall – dobok
- Jon Jefferson Klingberg – gitár

## Diszkográfia
- We Care (1995)
- All Disco Dance Must End in Broken Bones (1998)